# زوشن (شهرستان خروبیشوف)
زوشن (به لهستانی:  Zosin) یک روستا در لهستان است که در گمینا خورودوو واقع شده‌است. زوشن ۷۰ نفر جمعیت دارد.